# 嬉野市立塩田中学校

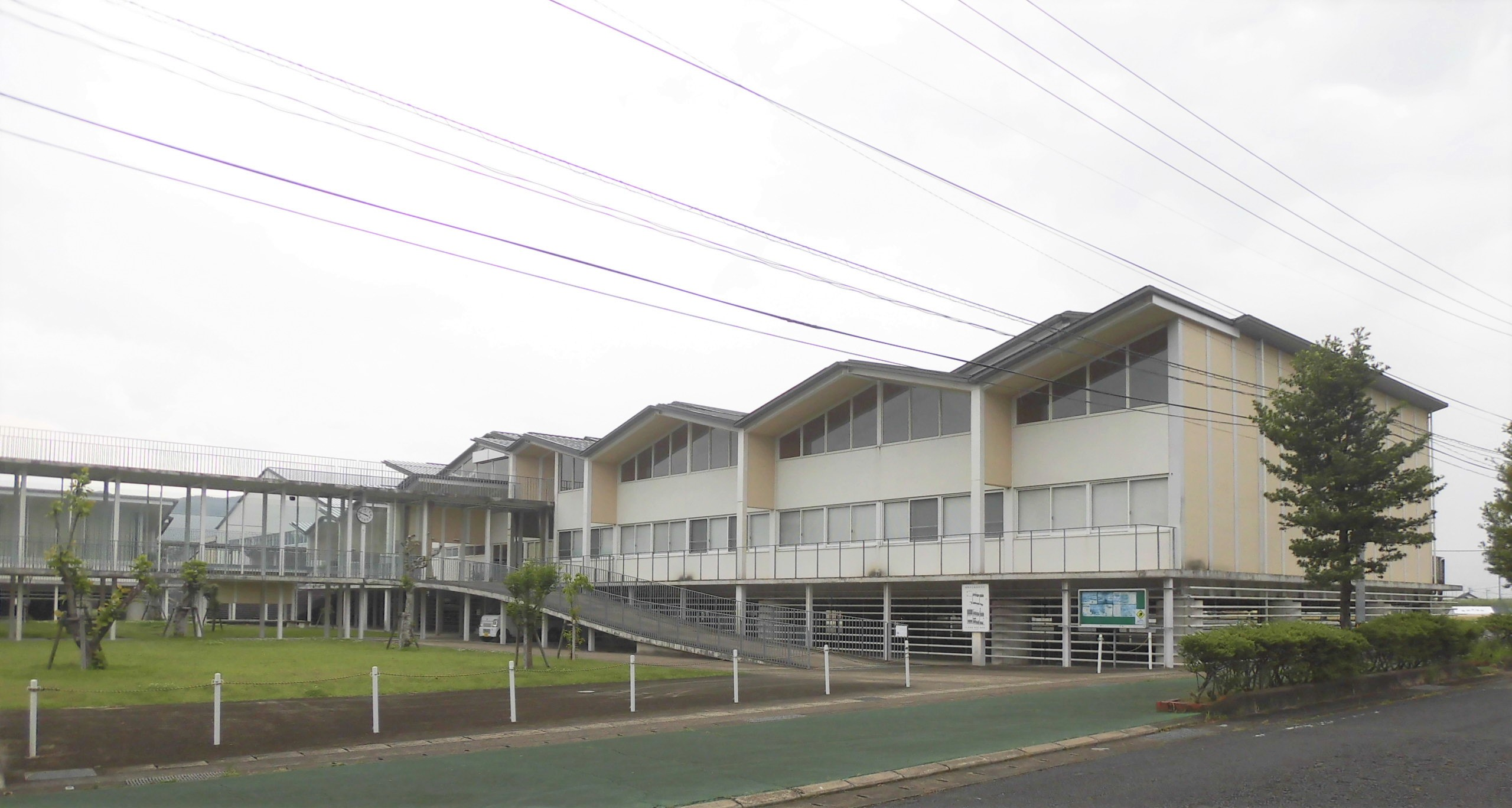
体育館とスロープ

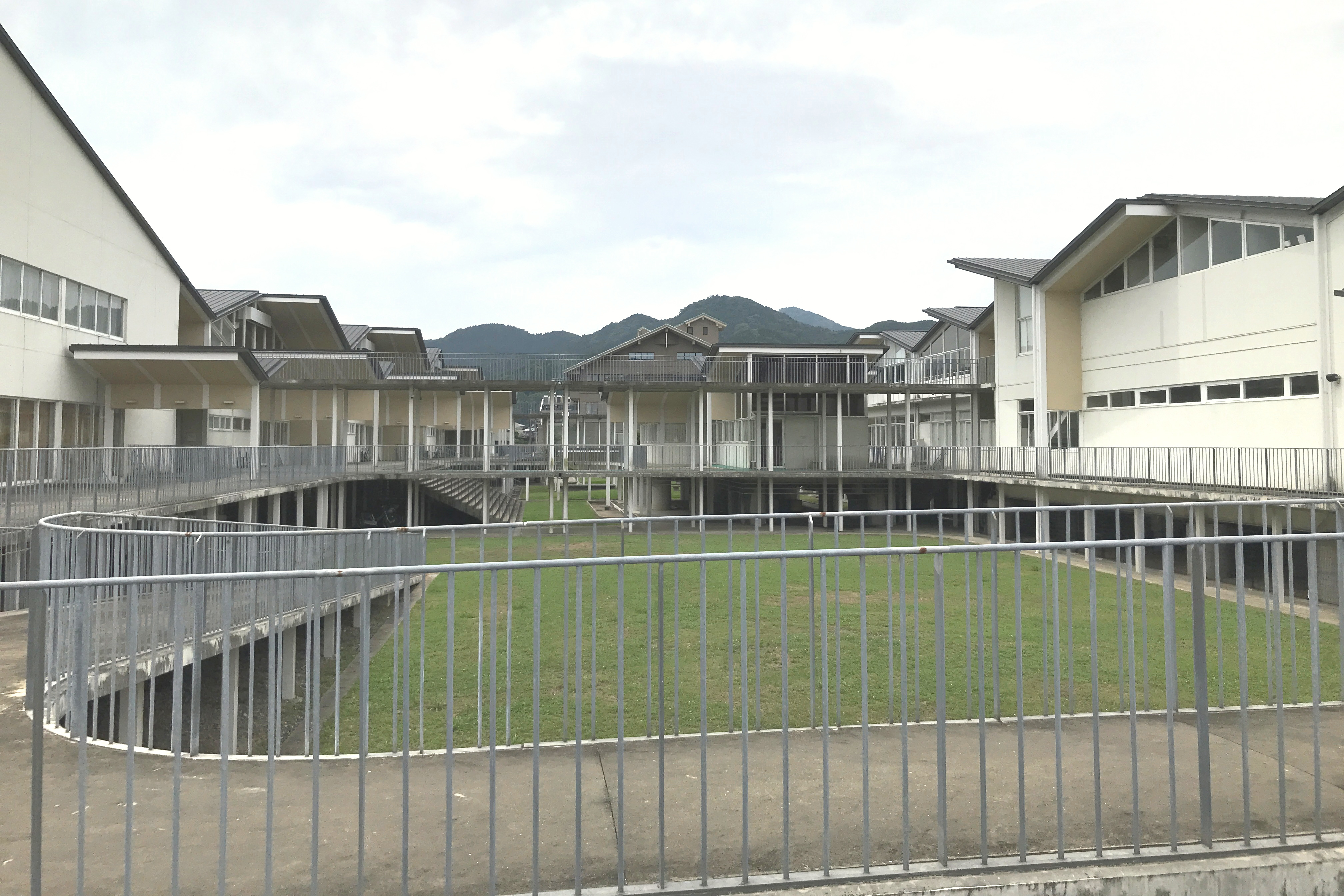
校舎・通路と中庭。北側から見ると上げ床面は見下ろす位置にある。

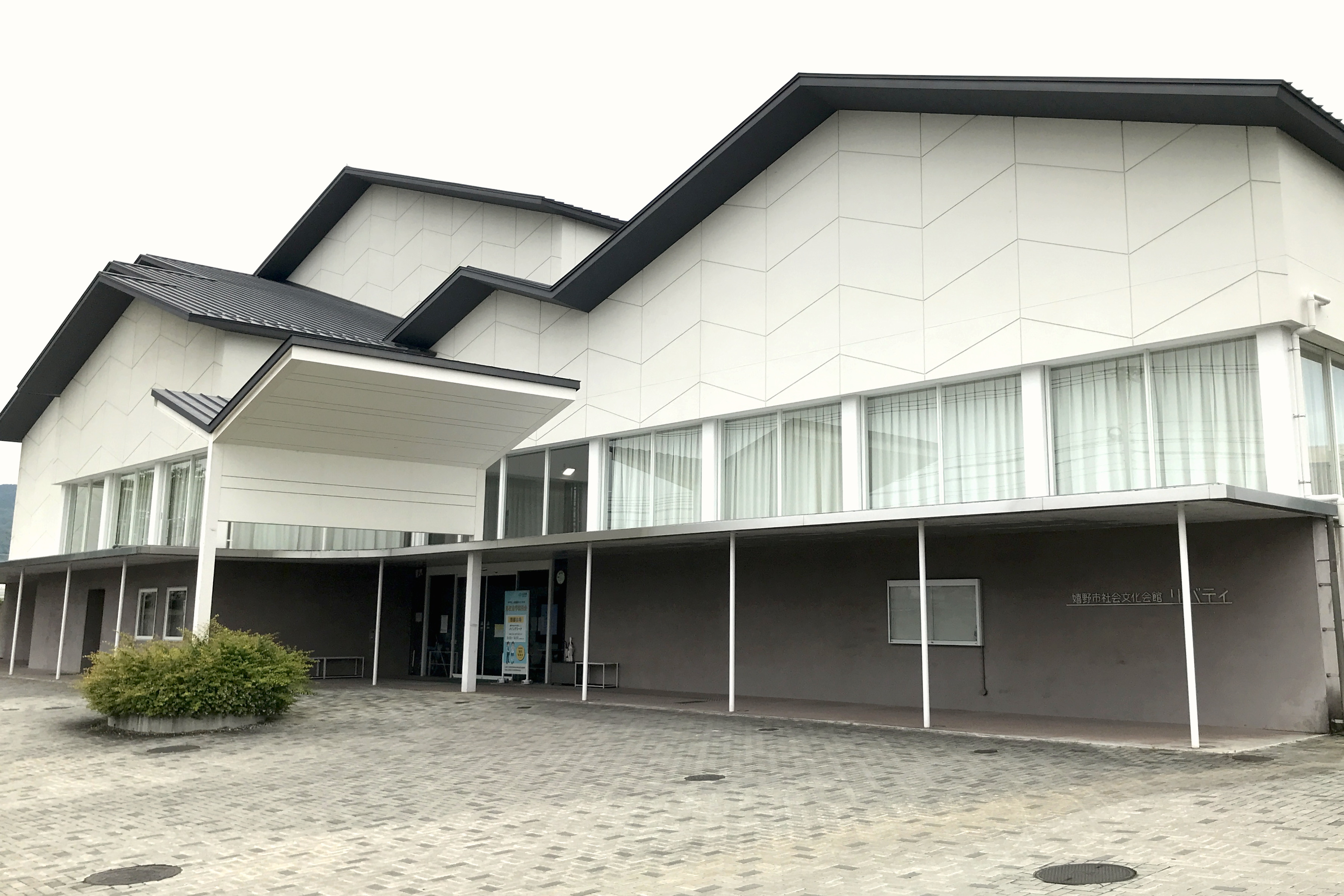
（参考）共通したデザインの嬉野市社会文化会館

嬉野市立塩田中学校（うれしのしりつしおたちゅうがっこう）は佐賀県嬉野市に所在する公立中学校。
2014年に完成した現校舎は、全体が上げ床の高床構造となっているほか、中庭は大雨の際に遊水地の役割を果たすなど、水害対策を重視して設計され、外観は隣接する伝統的建造物群保存地区塩田津に調和したデザインとなっている。

## 概要
歴史
1956年（昭和31年）塩田町・五町田村・久間村の合併により（新）塩田町が発足、その12年後に旧町村の中学校を統合して発足した。
校歌
作詞:橋本野酔、作曲:陶山聡。歌詞に唐泉山、塩田川が登場する。
通学区域
嬉野市立五町田小学校、嬉野市立久間小学校、嬉野市立塩田小学校の全区域および、嬉野市立大草野小学校の一部を除く区域

## 歴史
旧・塩田町立塩田中学校
- 1947年（昭和22年）5月3日 開校。校地は塩田町大字馬場下字常在寺山甲1453番地。同地の旧・塩田町立高等実践女学校や旧・塩田公会堂（現・嬉野高校塩田キャンパスの場所）の建物を使用。当時の生徒数341名。同年12月に新校舎が完成[6]
- 1951年（昭和26年）4月 新校舎が完成[6]。

旧・久間村立久間中学校
- 1947年5月3日 開校。旧・久間村立実業青年学校の校地・校舎を使用。当時の生徒数291名[7]。
- 1949年（昭和24年）2月 新校舎が完成[7]。
- 1956年9月1日 村の合併により塩田町立久間中学校に改称[7]。

旧・五町田村立五町田中学校
- 1947年5月3日 開校。校地は五町田小学校の一部とその隣接地で、小学校や旧・青年学校の一部建物を使用した。当時の生徒数249名[8]。
- 1948年（昭和23年）8月 新校舎が完成[8]。
- 1956年9月1日 村の合併により塩田町立五町田中学校に改称[8]。

現行
- 1968年（昭和43年）4月1日 - 塩田中学校、久間中学校、五町田中学校3校の統合により「塩田町立塩田中学校」が発足。3校舎をそれぞれ塩田中学校塩田校舎、久間校舎、五町田校舎として引き続き使用。当時の生徒数1,116名[3]。
- 1970年（昭和45年）1月10日 - 校地を統合した新校舎の開校式。住所は塩田町大字馬場下甲1725番地[3]（現在の校舎南東、校庭の位置）。
- （1983年5月 生徒数566名）[3]
- 2006年（平成18年）1月1日 - 塩田町と嬉野町の合併により嬉野市が発足。「嬉野市立塩田中学校」（現校名）に改称。
- 2014年（平成26年） - 校舎の全面建て替えを実施。

## 施設
校地は塩田川沿いの低地にあり、老朽化を契機とした2014年の建て替えでは水害への対処が求められていた。直近で最も深刻だった1990年夏の水害では、校舎が周辺の建物と同様に床上浸水し、浸水高は約1 mに達していた。また、水害ハザードマップでも校地は塩田川の氾濫により0.5m以上3.0m未満の浸水が想定されるエリア内にある。
検討段階では浸水想定区域外への移転や現地での地盤嵩上げも検討されたが、前者は校区配置のバランスの良さや地元住民の意向により、後者は周辺の宅地の浸水高を上昇させる懸念により見送られ、現地での高床構造が採用されるに至った。
校舎は鉄骨構造および一部鉄筋コンクリート構造の2階建て、延床面積は8,337 m2。建設費は2億8000万円で、国からの交付金も活用している。
1階床面は地盤面から2.6 m高い上げ床となっていて、教室などの部屋はすべてこの面より上にある。2.6 mという値はこれまでの浸水被害の実績と費用のバランスにより決定されており、10年に1度程度の浸水では防災機能を果たせる設計。実際に、2021年8月の水害では70 cm (0.7 m)の床下浸水となったが教室に被害はなく夏休み明けから通常通りに学校を再開している。なお、上げ床面までは階段と共にスロープも設けられ移動のバリアフリーが図られている。
また、上げ床に囲まれた中庭の緑地や東側の校庭はサンクンコートあるいはレインガーデンとして設計されている。平時に生徒らの憩いの空間となっているが、周辺より地盤を下げており大雨の際には貯水機能を持つ遊水地に利用され、周辺地域に対して浸水を遅らせ避難時間を稼ぐ役割がある。そして上げ床の通路は浸水時、北側の高台（社会文化会館と塩田中央公園）へと生徒・職員や地域住民が避難する際の避難経路となることも意図されている。
なお、建物の骨格は大小合わせて64個のY字型鉄骨フレームで構成される。フレームを生かした折れ屋根が生む外観は、塩田津の伝統的町並みに調和するものとなっている。
中学校新校舎の建設は、スーパーマーケットを挟んで北側に新たに建設された市立文化ホールの嬉野市社会文化会館（愛称:リバティ）と一体的に設計されている。2つの建物は折れ屋根・折れ天井および内部・外部のサンクンコートが配置され共通または対になるデザインを持つほか、水害対策の機能でも連携する部分がある。

## 出身者
- 佐賀昇博 - 大相撲力士
- 栗山雅史 - バレーボール選手
- 貞包里穂 - バレーボール選手